# Alexandre Astruc
Alexandre Astruc (13 de julio de 1923-19 de mayo de 2016) fue un director, guionista y escritor de nacionalidad francesa.

## Biografía
Su nombre completo era Alexandre Auguste Astruc, y nació en París, Francia, siendo sus padres los periodistas Marcel Astruc (15 de diciembre de 1886, París - 31 de octubre de 1979, Saint-Germain-en-Laye) y Huguette Haendel.
Apasionado de las matemáticas y amigo de Boris Vian, Alexandre Astruc frecuentó los locales existencialistas de Saint-Germain-des-Prés en los años 1940. Fue ayudante de dirección de Marc Allégret en Blanche Fury (1947) antes de dirigir su primer cortometraje, Ulysse ou les Mauvaises Rencontres, en 1948.
Fue también conocido por desarrollar en ese mismo año la idea del caméra-stylo, contribución a la teoría de autor y fundamento de la futura Nouvelle vague francesa, en un artículo de la revista L'Écran français : « Naissance d'une nouvelle avant-garde ». 
En 1994, el conjunto de su obra fue reconocida con el Premio René-Clair.
Alexandre Astruc falleció en París en 2016.

## Filmografía

### Cine
- 1948 : Aller et retour
- 1949 : Ulysse ou les Mauvaises Rencontres
- 1952 : Le Rideau cramoisi
- 1955 : Les Mauvaises Rencontres
- 1958 : Une vie
- 1961 : La Proie pour l'ombre
- 1962 : L'Éducation sentimentale
- 1965 : Évariste Galois
- 1966 : La Longue Marche
- 1968 : Flammes sur l'Adriatique
- 1976 : Sartre par lui-même

### Televisión
- 1964 : Le Puits et le Pendule
- 1975 : Les Grands Détectives, episodio La Lettre volée
- 1978 : Louis XI ou La naissance d'un roi
- 1979 : Louis XI ou Le pouvoir central
- 1980 : À une voix près... ou La naissance de la IIIe république
- 1980 : Arsène Lupin joue et perd
- 1981 : Histoires extraordinaires, episodio La chute de la maison Usher
- 1989 : Une fille d'Ève
- 1993 : Albert Savarus

### Ayudante de dirección
- 1947 : Blanche Fury, de Marc Allégret
- 1948 : Jean de la Lune, de Marcel Achard

### Guionista
- 1948 : Jean de la Lune, de Marcel Achard
- 1952 : La Putain respectueuse, de Charles Brabant y Marcello Pagliero
- 1954 : Le Vicomte de Bragelonne, de Fernando Cerchio
- 2001 : Les Âmes fortes, de Raoul Ruiz

### Actor
- 1949 : Rendez-vous de juillet, de Jacques Becker
- 1949 : La Valse de Paris, de Marcel Achard
- 1957 : Amour de poche, de Pierre Kast
- 1974 : La Jeune fille assassinée, de Roger Vadim
- 1978 : Cinématon, de Gérard Courant

## Publicaciones
- 1945 : Les Vacances, Éditions Gallimard
- 1975 : Ciel de cendres, Le Sagittaire
- 1975 : La Tête la première, Ed. Olivier Orban
- 1977 : Le Serpent jaune (novela), Éditions Gallimard
- 1979 : Quand la chouette s'envole (novela), Éditions Gallimard
- 1982 : Le Permissionnaire (novela), Éditions de la Table ronde
- 1989 : Le Roman de Descartes, Éditions Balland
- 1992 : Du stylo à la caméra et de la caméra au stylo : Écrits (1942-1984), Éditions de l'Archipel
- 1993 : L'Autre Versant de la colline (novela), Éd. Écriture
- 1994 : Évariste Galois, Groupe Flammarion
- 1996 : Le Montreur d'ombres, mémoires, Ed. Bartillat
- 1997 : Le Siècle à venir (novela), Éditions Trédaniel, col. "Pages de garde" dirigida por Michel Mourlet
- 2005 : Une Rose en hiver (novela), Éditions e/dite
- 2008 : Les Secrets de Mademoiselle Fechtenbaum (novela), Éditions France Univers
- 2015 : Le Plaisir en toutes choses, entrevistas con Noël Simsolo, éditions Neige/Écriture.[4]

## Premios y distinciones
Festival Internacional de Cine de Venecia
| Año  | Categoría            | Película                 | Resultado |
| ---- | -------------------- | ------------------------ | --------- |
| 1955 | Mejor director novel | Les mauvaises rencontres | Ganador   |